# Анаже
Анаже (порт. Anagé)  —  муниципалитет в Бразилии, входит в штат Баия. Составная часть мезорегиона Юго-центральная часть штата Баия. Входит в экономико-статистический микрорегион Витория-да-Конкиста. Население составляет 23 414 человек на 2006 год. Занимает площадь 1852,554 км². Плотность населения — 12,6 чел./км².
Праздник города — 5 апреля.

## История
Город основан в 1962 году.

## Статистика
- Валовой внутренний продукт на 2003 год составляет 41 641 693,00 реалов (данные: Бразильский институт географии и статистики).
- Валовой внутренний продукт на душу населения на 2003 год составляет 1546,52 реалов (данные: Бразильский институт географии и статистики).
- Индекс развития человеческого потенциала на 2000 год составляет 0,586 (данные: Программа развития ООН).

## География
Климат местности: полупустыня.